# Dejeania pertristis
Dejeania pertristis är en tvåvingeart som beskrevs av Villeneuve 1913. Dejeania pertristis ingår i släktet Dejeania och familjen parasitflugor. Inga underarter finns listade i Catalogue of Life.